# Escola Secundária de Alberto Sampaio
A Escola Secundária de Alberto Sampaio (ESAS) é uma escola secundária, pública, situada na freguesia de São Lázaro, Braga, Portugal.

## História
Acredita-se que a origem da ESAS remonta ao ano de 1884, quando por ordem régia, Braga foi dotada de ensino técnico. Em 1951, a Escola Técnica Alberto Sampaio, como era denominada então, em conjunto com a Escola Comercial e Industrial Carlos Amarante, obteve o nome de Escola Comercial e Industrial de Braga.
Em 1979 passa a denominar-se Escola Secundária Alberto Sampaio e a sua localização passa a ser onde está atualmente, na Quinta de Santo Adrião.
Foi a primeira escola, em Braga, a promover a inclusão de alunos surdos, sendo que o vem fazendo ao longo dos últimos 17 anos. Funciona como Gabinete de Apoio Educativo Especializado em Surdez (Educação Especial).
Foi também a primeira escola de Braga a dispor de acesso à Internet em banda larga, através da rede de fibra óptica.
Um processo de avaliação externo a centenas de escolas do sector público, em Portugal, deu a nota de "muito bom" a apenas cinco.  Uma delas foi a ESAS. Obteve essa classificação em todos os domínios de avaliação desde os resultados dos alunos passando pela organização, gestão escolar e liderança até à prestação do serviço educativo.
Em 2009, foi iniciado um projecto de requalificação da escola, pelo programa Parque Escolar, com o objetivo de criar novos espaços, que se considerava estarem em falta, na escola e remodelar outros a fim de adapta-los às necessidades de uma escola moderna, e fazer face às exigências do ensino em Portugal. A escola, já remodelada, foi inaugurada a 5 de Outubro de 2010, fazendo parte da iniciativa
"100 escolas para os 100 anos da República".

## Patronos
São patronos da ESAS os seguintes:
- Alberto Sampaio;
- Manuel Monteiro;
- Álvaro Carneiro